# شينيا ناكاياما
شينيا ناكاياما (باليابانية: 中山慎也؛ بالكانا: なかやま しんや) هو لاعب كرة قاعدة ياباني، ولد في 22 فبراير 1982 في أوتا في اليابان.

## وصلات خارجية
- شينيا ناكاياما على موقع الدوري الياباني لكرة القاعدة (الإنجليزية)
- شينيا ناكاياما على موقعبيزبول رفرنس.كوم (الدوري الثانوي) (الإنجليزية)